# Súðavík
Súðavík is een plaatsje in het noordwesten van IJsland in de regio Vestfirðir. Het ligt aan de fjord Álftafjörður, niet ver van Ísafjörður. Het is de grootste plaats van de gemeente Súðavíkurhreppur. Súðavík is omstreeks 1900 ontstaan rondom een Noors walvisstation. In 1995 werd Súðavík door een lawine getroffen waarbij 14 inwoners omkwamen en 20 van de 70 huizen volledig werden verwoest.

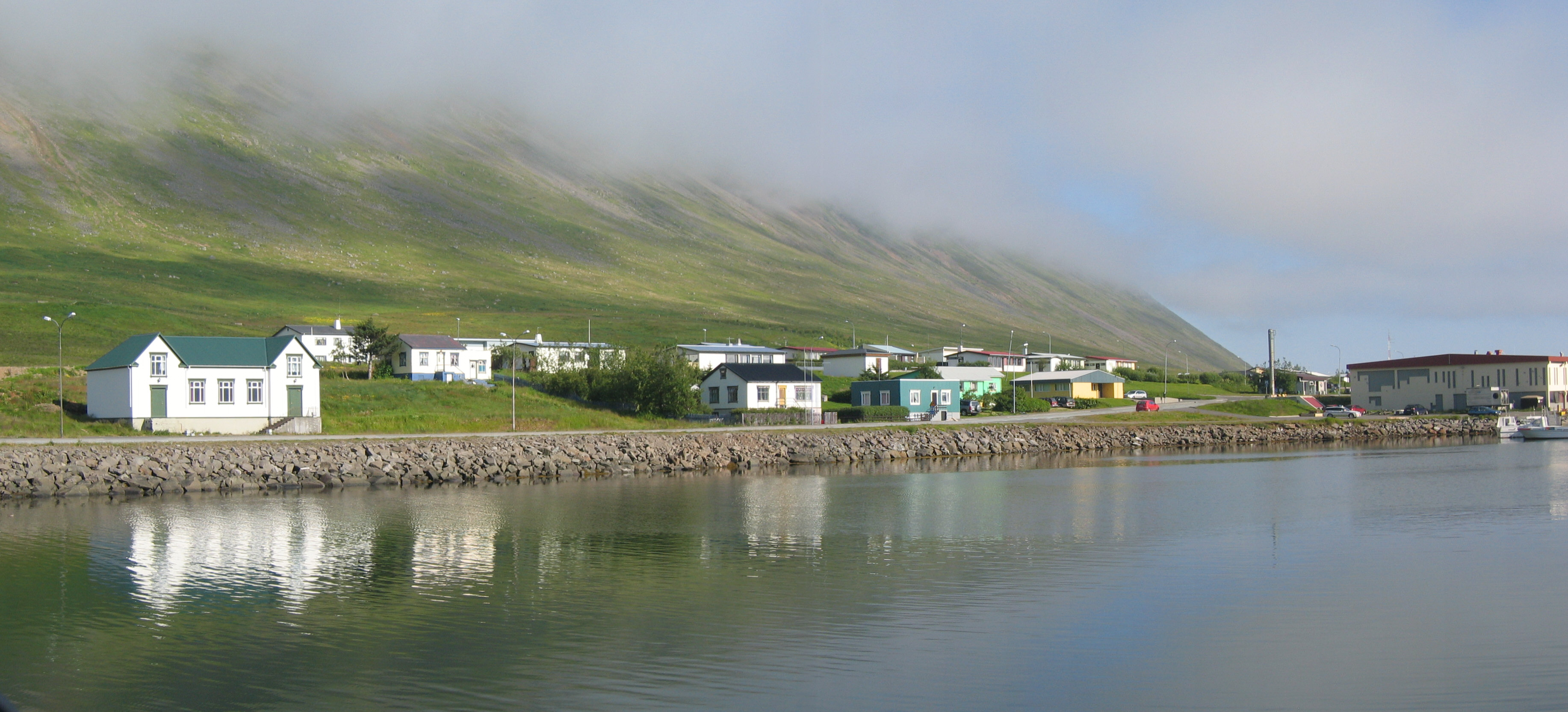
Súðavík